# Formazione Morrison
La Formazione Morrison è una sequenza distinta di rocce sedimentarie risalenti al Giurassico sita negli Stati Uniti occidentali, ed è stata la fonte più fertile per il ritrovamento di fossili di Dinosauri in Nord America. È composta di clasti, arenarie, siltiti e calcari di colore grigiastro, verdognolo e rossiccio. La maggior parte dei fossili si trova negli orizzonti verdastri di siltiti, e nei letti di arenarie, formazioni relitte dei fiumi e delle piane alluvionali del periodo Giurassico.

## Geografia
È situata in Wyoming e Colorado, con qualche affioramento in Montana, Dakota del Nord, Dakota del Sud, Nebraska, Kansas, i confini di Oklahoma e Texas, Nuovo Messico, Arizona, Utah, Nevada e Idaho. Rocce equivalenti con nomi differenti si trovano in Canada. Copre un'area di un milione e mezzo di chilometri quadrati, sebbene solo una piccola porzione sia esposta ed accessibile ai geologi ed ai paleontologi. Oltre il 75% è ancora sepolto sotto le praterie ad est e la maggior parte della porzione rimanente fu distrutto dall'erosione quando le Montagne Rocciose cominciarono ad elevarsi ad ovest, a causa del processo di orogenesi.

Il suo nome deriva dalla località di Morrison, nel Colorado, dove i primi fossili furono scoperti da Arthur Lakes nel 1877. In quello stesso anno divenne l'epicentro della cosiddetta Guerra delle ossa, chiamata anche "Grande corsa ai dinosauri", una rivalità nell'accaparramento dei fossili scaturita tra i paleontologi Othniel Charles Marsh e Edward Drinker Cope. 

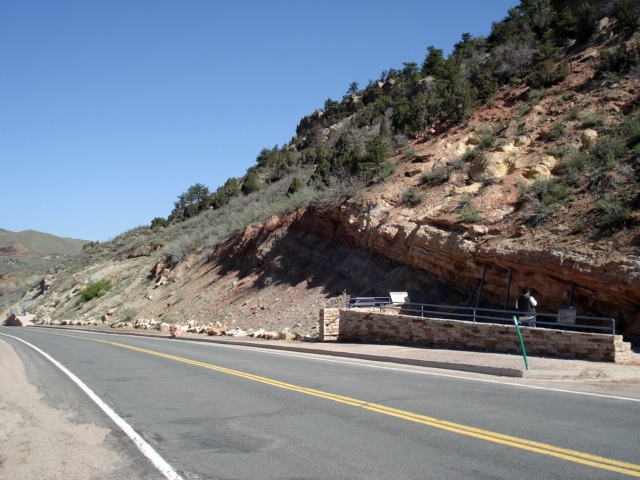
La località tipo di Morrison (il luogo che dà il nome alla Formazione) al Dinosaur Ridge, a ovest di Denver, Colorado.

In Colorado, Nuovo Messico, e in Utah, la Formazione Morrison è stata una fonte importante per l'estrazione dell'Uranio.

## Storia geologica
In accordo con la datazione radiometrica, la Morrison Formation è datata da 156.3 ± 2 milioni di anni(Ma) alla sua base, a 146.8 ± 1 milioni di anni in cima, che la pone nel periodo tardo Oxfordiano, Kimmeridgiano, e primo Tithoniano del Giurassico superiore. Un'età simile a quella della formazione di Solnhofen in Germania e a quella della Formazione Tendaguru in Tanzania, oltre che parzialmente sovrapposta alle formazioni Villar del Arzobispo in Spagna (Titoniano) e a quella Lourinhã in Portogallo (Kimmerdigiano/Titoniano). Attraversando gli USA, occasionalmente ricopre le Formazioni del medio Giurassico Summerville, Sundance, Bell Ranch, Wanakah e Stump.
A quel tempo il supercontinente della Laurasia si era recentemente diviso nei continenti del Nord America e dell'Eurasia, sebbene fossero ancora connessi da lembi di terra. Il Nord America si spostò a nord e per un periodo attraversò una zona a clima subtropicale.
Il bacino Morrison, che si stendeva dal Nuovo Messico al sud fino all'Alberta e al Saskatchewan a nord, si era formato quando i precursori delle montagne Rocciose cominciarono a spingere verso ovest. I depositi alluvionali dei loro bacini sedimentari portati dalle correnti e dai fiumi dagli altopiani Elko (lungo il confine tra gli odierni Nevada e Utah) si depositarono in pianure paludose, laghi, corsi d'acqua e piane alluvionali, costituendo la Morrison Formation.
A nord il mare Sundance, un'estensione dell'Oceano Artico oggi ritiratosi fino alla Baia di Hudson, si propagò dal Canada giù fino agli Stati Uniti. Nella Formazione Morrison del Montana sono stati trovati dei depositi di carbone, il che fa presupporre che la zona settentrionale della formazione, lungo la costa del mare, era umida e paludosa, e rigogliosa di vegetazione. Nella parte sudoccidentale si riscontrano arenarie di origine eolica, originatesi in seguito a deflazione, il che indica che il clima era molto più arido: un deserto con dune di sabbia.
Nella regione dell'Altopiano del Colorado la Morrison Formation è ulteriormente frammentata in quattro suddivisioni, o membri. Dal più antico al più recente, essi sono:

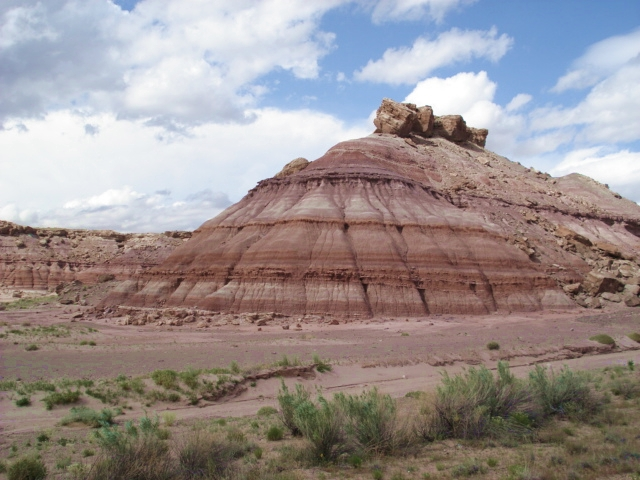
Brushy Basin Member on the Colorado Plateau

1. Windy Hill Member: Il membro più antico. A quel tempo il bacino Morrison era caratterizzato da depositi di marea e dei bassi fondali lungo la riva meridionale del mare Sundance.
2. Tidwell Member: il mare Sundance si ritirò fino al Wyoming durante questo periodo e fu rimpiazzato da laghi e pianure fangose.
3. Salt Wash Member: il primo membro interamente terrestre. il bacino era una piana alluvionale semi-arida, con inondazioni stagionali.
4. Brushy Basin Member: Membro caratterizzato da depositi a grana più fine che nel Salt Wash Member, il Brushy Basin Member è dominato da clasti ricchi in polveri di origine vulcanica. I fiumi scorrevano da ovest sfociando in un enorme bacino lacustre salino ed alcalino chiamato Lago T'oo'dichi'; questo membro era caratterizzato da ampie distese paludose, localizzate appena ad ovest del moderno Altopiano Uncompahgre.

I depositi nella Formazione Morrison terminarono circa 147 Ma fa. Gli ultimi strati sono seguiti da un periodo di trenta milioni di anni di gap nella stratigrafia. Il gruppo soprastante è costituito dalle Formazioni Cedar Mountain (Burro Canyon, Lytle) e Cloverly risalenti al Cretacico inferiore.

## Ritrovamenti fossili
Sebbene molti dei fossili della Formazione Morrison siano frammentari, sono sufficienti a dare una buona immagine di flora e fauna del bacino Morrison durante il Kimmeridgiano. Il clima era secco, simile a quello della savana, ma dal momento che non esistevano le angiosperme (erba, fiori ed alcuni alberi), la flora era molto differente. Le conifere, le piante dominanti del tempo, condivisero l'habitat con taxa come le ginkgoaceae, le cicadofite, Cyatheales, e giuncacee. Molta della vegetazione era ripariale, vivendo nelle piane alluvionali dei fiumi. Gli insetti erano molto simili alle specie moderne, con termiti che fabbricavano nidi alti 30 metri. Lungo i fiumi vivevano pesci, rane, salamandre, lucertole, coccodrilli, tartarughe, pterosauri, gamberi, vongole, e monotremi (mammiferi prototeri, il più grande dei quali aveva circa le dimensioni di un topo).
I dinosauri erano per la maggior parte ripariali. Centinaia di dinosauri fossili sono stati scoperti, come Allosaurus, Camptosaurus, Ornitholestes, alcuni stegosauri, comprese almeno due specie di Stegosaurus, il molto più antico Hesperosaurus, i più recenti anchilosauri, Mymoorapelta e Gargoyleosaurus, mentre la fauna di sauropodi (i giganti dell'era Mesozoica) era molto variegata. Dal momento che almeno qualche specie è conosciuta per aver nidificato (sono stati ritrovati embrioni di Camptosaurus), ci sono indicazioni circa l'habitat, che non era solo la casa per popolazioni stagionali migratorie.
I sauropodi scoperti includono il Diplodocus (il più famoso e primo campione quasi completo di D. carnegiei, che è ora esposto al Museo di Storia Naturale Carnegie, a Pittsburgh, in Pennsylvania, Camarasaurus (il sauropode che conta più ritrovamenti), Brachiosaurus, Apatosaurus, Barosaurus, il raro Haplocanthosaurus ed il Seismosaurus. La grande diversità delle specie di sauropodi ha mosso alcune critiche sul come abbiano potuto coesistere. Mentre i loro corpi avevano fattezze molto simili (un lungo collo e coda, un corpo mastodontico), si pensa abbiano avuto strategie alimentari molto differenti gli uni dagli altri, in modo da aver consentito a tutti loro di esistere nello stesso periodo e ambiente.

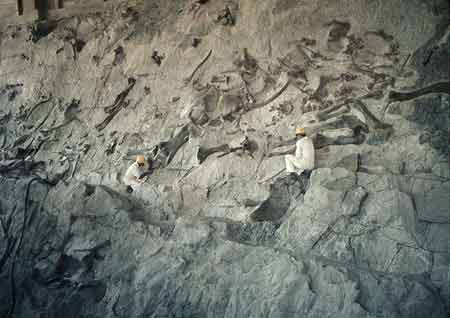
Geologi all'opera nel Dinosaur Quarry building, al Dinosaur National Monument.

## Comparazione con altri siti
La Formazione Morrison è comparabile ai Letti Tendaguru in Tanzania ed alla Formazione Lourinhã in Portogallo. In età è anche comparabile con i calcari di Solnhofen in Germania.